# Bucculatrix ivella
Bucculatrix ivella är en fjärilsart som beskrevs av August Busck 1900. Bucculatrix ivella ingår i släktet Bucculatrix och familjen kronmalar. Inga underarter finns listade i Catalogue of Life.